# Cyathea dicksonioides
Cyathea dicksonioides är en ormbunkeart som beskrevs av Holtt. Cyathea dicksonioides ingår i släktet Cyathea och familjen Cyatheaceae. Inga underarter finns listade.